# 小果碘泡虫
小果碘泡虫（学名：Myxobolus microlatus）为碘泡科碘泡虫属的动物。在中国，分布于广东、福建、湖北、四川、浙江、云南、河南、陕西、武陵山地区等，营寄生生活，寄生在鳃、肠、肝、脾、膀胱（鲤、鲫）、胆囊（鲤、鲫）、肾（马口鱼、鲤）。